# Sirokai Mátyás
Sirokai Mátyás, született Szabó (Tapolca, 1982. február 23. –) magyar költő, zenész.

## Tanulmányai
Gyermekkorát Pápán töltötte. 2000-ben érettségizett a győri Richter János Zeneművészeti Szakközépiskolában, azóta Budapesten él. 2001-ben vették fel a Liszt Ferenc Zeneművészeti Egyetemre, melynek ütőhangszer szakán 2009-ben diplomázott Rácz Zoltán, az Amadinda Ütőegyüttes művészeti vezetőjének irányítása alatt.

## Zenei pályafutása
A Liszt Ferenc Zeneművészeti Egyetemen töltött évek során a Mondo Quartettel a Luxemburgi Nemzetközi Ütőhangszeres Versenyen a négy díjazott kvartett egyikének tagjaként szerepelt. Ugyanebben az időszakban kezdett el az írott zenén kívüli ütőhangszeres játéktechnikákkal foglalkozni. Számos alkalommal lépett és lép fel az Amadinda Ütőegyüttessel. Több világzenei együttesnek is alkalmi vagy állandó tagja volt, köztük a Triginta Percussion nevű ütőhangszereses triónak. 2008 óta a British International School Budapest ütőhangszeres tanáraként dolgozik.

## Irodalmi pályafutása
2004-ben jelent meg első verse a Liget című irodalmi folyóiratban, azóta publikál rendszeresen országos lapokban. Verseit azóta többek között a Holmi, az Alföld, az Élet és Irodalom, a Népszabadság, a Jelenkor, a Kalligram, a Kortárs, a Magyar Napló, a Műút, a Prae és az Irodalmi Jelen közölte. Első verseskötete Pohárutca címmel 2008-ban a JAK-füzetek 155. köteteként látott napvilágot a József Attila Kör és a Prae.hu gondozásában. Második verseskötete A beat tanúinak könyve címmel 2013-ban jelent meg a Libri Kiadó gondozásában. 2019-ben Pántya Bea készített egy animációs rövidfilmet Horizontugrás (Horizon Leap) címmel a könyv alapján, amely a legjobb film díját nyerte el az elsőként megrendezett manchasteri Equinox filmfesztiválon a 0-5 perces rövidfilmek kategóriájában.  2006 és 2009 között tagja volt a Telep Csoportnak, 2009 óta pedig a József Attila Kör tagja. 2013-ban Horváth Péter irodalmi ösztöndíjra jelölték. 2014-ben Móricz Zsigmond-ösztöndíjat kapott. Harmadik verseskötete A káprázatbeliekhez címmel 2015-ben jelent meg a Libri Kiadó gondozásában, amiért ugyanebben az évben elnyerte az Írók Boltja Könyvösztöndíját, illetve Horváth Péter irodalmi ösztöndíjra jelölték. 2019 őszétől a FISZ Könyvek sorozatszerkesztője Gondos Mária Magdolnával. 2020-ban Füst Milán-díjat kapott.

## Blogjai
2012 januárja óta a Lelkigyakorlatok világirodalmi versblog alapító szerkesztője Bajtai Andrással közösen, akivel emellett Saját Holmi címmel online versantológiát állított össze a Holmi folyóirat huszonöt évfolyamából. A VS.hu Beat Hotel  című irodalmi dossziéjának cikkeit is vele jegyzi, illetve 2013 és 2017 között együtt vezették a Fiatal Írók Szövetsége Kömény nevű líraműhelyét. Ezeken kívül több másik tematikus irodalmi blog szerkesztője is, készített válogatást a magyar és világirodalom űrverseiből és űrversrészleteiből, Tandori Dezső legszebb verseiből, Juhász Ferenc monumentális Halott feketerigó című hosszúverséből, a magyar irodalom szürkékről tett rejtélyes idézeteiből, könyvek mottóiból és versmontázsokat készített Bartók Imre regénytrilógiájából.

## Művei

### Önálló kötetei
- Pohárutca, József Attila Kör-Prae.hu, 2008
- A beat tanúinak könyve, Libri Kiadó, 2013
- A káprázatbeliekhez, Libri Kiadó, 2015
- Lomboldal, Jelenkor Kiadó, 2020
- Hangszerek egy távoli kézben, Fiatal Írók Szövetsége, 2023

### Antológiák
- Vass Norbert, Vincze Ferenc (szerk.): Eronim Mox: Receptek végnapokra, Szépirodalmi Figyelő Alapítvány, Budapest, 2021, ISBN 9786158167178
- extrodæsia – Enciklopédia egy emberközpontúságot meghaladó világhoz, Typotex, 2019
- Dies wird die Hypnose des Jahrhunderts – Ungarische Lyrik der Gegenwart, Klak Verlag, 2019
- A mindenség szerelmese – Juhász Ferenc 90, Helikon Kiadó, 2018
- Szívlapát, Tilos az Á Könyvek, 2017
- Tíz igaz történet 3., Libri, 2017
- GFK 300 – 24 fantasztikus novella, Metropolis Media Group – Galaktika Fantasztikus Könyvek, 2016
- InstaVers antológia, Athenaeum, 2016
- Új magyarhangok, Új Magyar Képtár, Székesfehérvár, 2013
- Szép versek 2013, Magvető Könyvkiadó, Budapest, 2013
- Szép versek 2010, Magvető Könyvkiadó, Budapest, 2010
- Szép versek 2009, Magvető Könyvkiadó, Budapest, 2009
- Telep-antológia, Scolar Kiadó, Budapest, 2009

### Műfordítások
- Simon Armitage: Válogatott versek, József Attila Kör-L’Harmattan, Budapest, 2013 (Krusovszky Dénessel és G. István Lászlóval közösen)

### Szerkesztések
- 2050 – Ifjúsági novellák a jövőről, Móra Könyvkiadó, Budapest, 2018[27]

## Díjak, ösztöndíjak
- 2013: Horváth Péter irodalmi ösztöndíj (jelölés)
- 2014: Móricz Zsigmond-ösztöndíj
- 2015: Írók Boltja Könyvösztöndíj
- 2015: Horváth Péter irodalmi ösztöndíj (jelölés)
- 2020: Füst Milán-díj

## Interjúk
- A sci-fi alkotások a jövő nagy mítoszai, Galaktika.hu, 2013. augusztus 20.
- S-Pax, a belső bolygó, Revizor, 2013. július 14.
- Ha valamiben benne van a beat, felpörget[halott link], Prae.hu, 2013. május 6.
- Alternatív eredettörténet, Tiszatáj Online, 2015. július 28.